# Poquoson
Poquoson – miasto w Stanach Zjednoczonych, w stanie Wirginia, nad Oceanem Atlantyckim. Miasto to ma status miasta niezależnego.